# Debatte

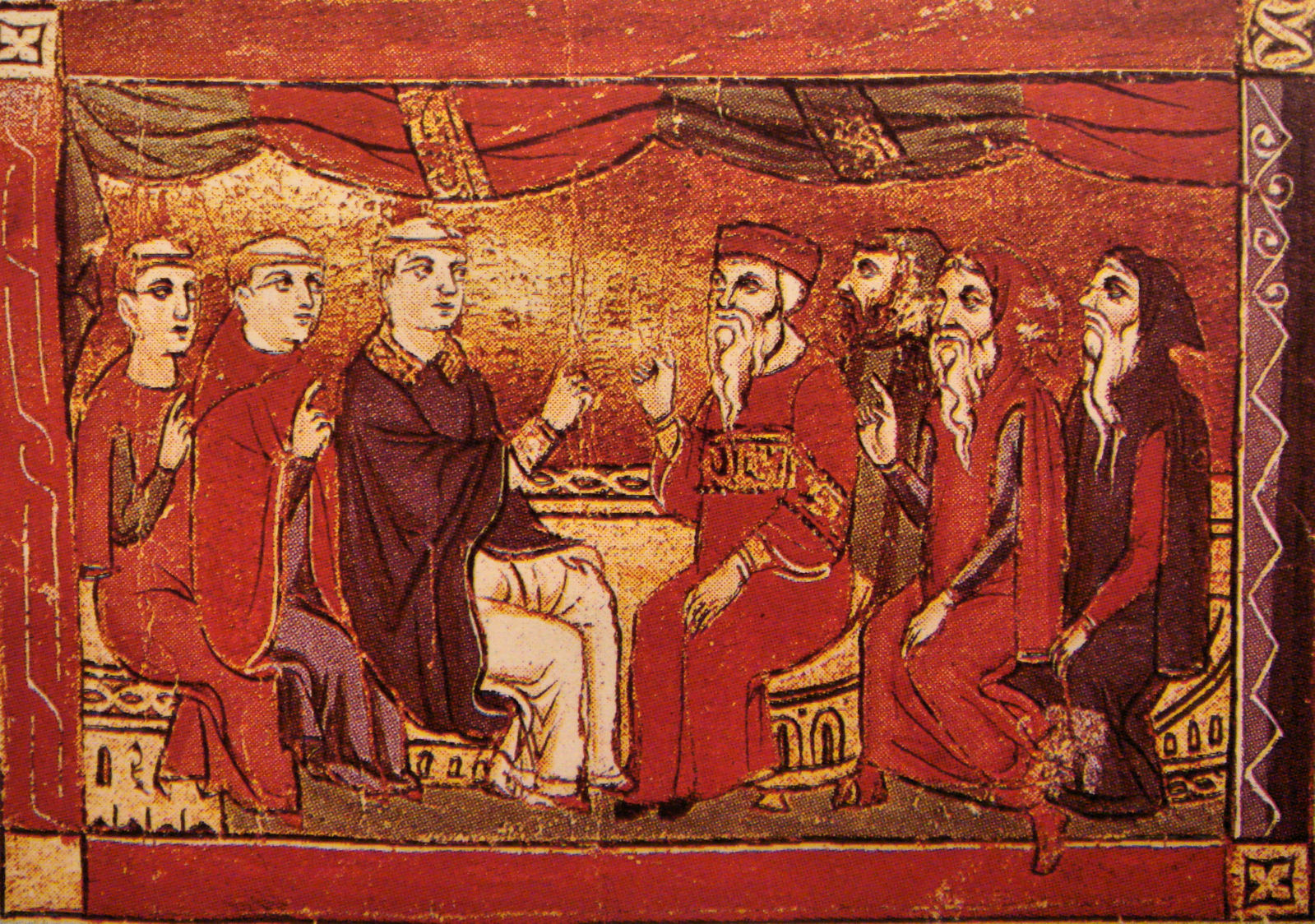
Debatte zwischen ost- und weströmischen Christen 1290

Eine Debatte (von französisch débattre „diskutieren, erörtern“) ist ein Streitgespräch, das im Unterschied zur Diskussion formalen Regeln folgt und in der Regel zur inhaltlichen Vorbereitung einer Abstimmung dient. Thema einer Debatte kann eine Sach- oder eine Personalfrage sein. Die Geschäftsordnung der die Debatte organisierenden Körperschaft bzw. das entsprechende Debattierformat beim wettkampfmäßigen Debattieren (Debating) regelt die Form der Debatte. In einer Debatte werden die Für- und Gegen-Argumente einer These in kurzen Reden vorgetragen. Das Ziel des Debattenredners ist es, die Zuhörer bzw. im Wettbewerb die Jury von den eigenen Argumenten zu überzeugen. Deshalb zeichnet sich ein guter Redner nicht nur durch gute Argumente, sondern auch durch überzeugende rhetorische Fähigkeiten aus. Eine Debatte kann nur in einer guten Streitkultur funktionieren.
Debatten können in der Form einer Podiumsdiskussion stattfinden. Eine langanhaltende Debatte wird auch als Kontroverse bezeichnet. Hierunter fallen zum Beispiel wissenschaftliche Kontroversen.

## Politische Debatte

Patriotische Darstellung einer Debatte im US-Senat 1850

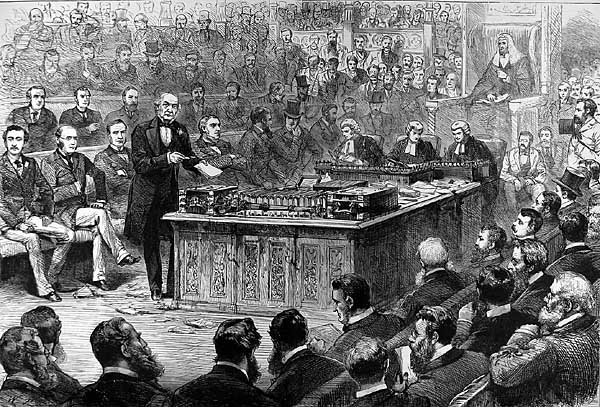
William Gladstone während einer Debatte im House of Commons am 8. April 1886

In politischen Debatten werden politische Themen debattiert. Meist nehmen daran Vertreter verschiedener Parteien teil. Besonders öffentlichkeitswirksam sind politische Debatten, die von Massenmedien übertragen werden, insbesondere im Fernsehen.

### Parlamentsdebatte
In Parlamentsdebatten werden Argumente zu einem politischen Thema im Parlament ausgetauscht. In demokratischen Staaten sind Parlamentsdebatten meist öffentlich, das heißt jedermann ist der Zutritt als Zuschauer gestattet. Häufig werden die Debatten auch über das Fernsehen übertragen.
Die Geschäftsordnung des Deutschen Bundestages sieht die Eröffnung der Plenardebatte durch den Bundestagspräsidenten vor, der auch die Rednerliste abruft und schließt, die Reihenfolge der Redner festlegt und den ordnungsgemäßen Ablauf der Debatte überwacht. Die Verabschiedung eines Gesetzes ohne vorherige öffentliche Debatte im Deutschen Bundestag ist verfassungswidrig. Nichtöffentliche Debatten finden dagegen zum Beispiel in Ausschüssen statt.
In Großbritannien ist es üblich, dass die Führer der regierenden Partei und der Opposition in einem Streitgespräch im Parlament auftreten.

### Politische Debatten in den Massenmedien
Neben den Parlamentsdebatten finden viele politische Debatten in den Massenmedien weit voran dem Fernsehen statt. Ziel der auftretenden Politiker ist es dabei meist nicht, zu einer verbesserten Lösung zu gelangen (siehe Diskurs), sondern öffentlichkeitswirksam die eigene Position zu präsentieren. Bei weitem die größte Aufmerksamkeit haben in Deutschland die TV-Duelle der Spitzenkandidaten von CDU/CSU und SPD. Diese Fernsehduelle sind Teil des medialen Wahlkampfes.
In regelmäßigen politischen Talk-Sendungen treten häufig Politiker auf. Beispiele sind Sabine Christiansen, Anne Will, Hart aber fair und Maybrit Illner.

### Versammlungsdemokratie
Im System der Gemeindeversammlung oder der Landsgemeinde findet eine echte und lebendige Debatte statt, die auch spontane Überraschungen und Meinungsbildungen ermöglicht.

## Debattieren als Wettbewerb
Debating bezeichnet die Durchführung einer Debatte als sportlichen Wettbewerb von Rednern. Es orientiert sich an parlamentarischen Regeln, was auch die Namen von Debattierformaten wie etwa British Parliamentary Style prägt. Das Debating wird in Debattierclubs und auf Debattierturnieren gepflegt. Dort treten Teams bestehend aus mindestens zwei Rednern in einem sportlichen Rednerwettstreit gegeneinander an, wobei die Regeln vom jeweiligen Format abhängen. Die im deutschsprachigen Raum gebräuchlichsten Formate sind British Parliamentary Style und Offene Parlamentarische Debatte. Für Studenten gibt es in fast jeder Stadt einen universitären Debattierclub. Die meisten Clubs arbeiten unter Verband der Debattierclubs an Hochschulen.
Speziell für Schüler gibt es zum Beispiel in Deutschland und in der Schweiz den Wettbewerb „Jugend debattiert“. In Österreich veranstaltet der Debattierclub „Misch dich ein“ die Staatsmeisterschaft „SchülerInnen Debattieren“.
Darüber hinaus gibt es auch über den internationalen Verband JCI das Debating bei den Wirtschaftsjunioren Deutschland als Wettkampf. Innerhalb des Verbandes wird das Debating auf den WJD Bundeskonferenzen sowie gelegentlich auf der JCI Europakonferenz und dem JCI Weltkongress in deutscher Sprache in einer Meisterschaft ausgetragen.